# Kontinuum (album)
Kontinuum – trzeci album studyjny polskiego rapera i producenta muzycznego Vixena. Wydawnictwo ukazało się 17 listopada 2012 roku nakładem wytwórni muzycznej RPS Enterteyment. Wśród gości na płycie znaleźli się Bisz, Kobra, Kroolik Underwood, El Grego, Młody M i Nalef. Produkcją, oprócz Vixena, zajęli się: Nalef, Sherlock, Lanek, El Grego i 101 Decybeli. Masteringiem całości zajął się Arkadiusz Namysłowski. Okładkę wykonał Michał Pachel. W celu promocji albumu, zrealizowano teledysk do utworu "Utworzymy pełnie".

## Lista utworów
Źródło.
1. „Introwizja kontinuum” (produkcja: Vixen)
2. „Motywacja” (produkcja: Vixen)
3. „Utworzymy pełnie” (produkcja: Vixen)
4. „Dialog” (produkcja: Vixen)
5. „Tworzymy legendy” (produkcja: Vixen)
6. „Przekonania” (produkcja: Vixen, gościnnie: Bisz)
7. „Orły” (produkcja: Sherlock)
8. „ToVar” (produkcja: Sherlock)
9. „Białe gołębie, czarne kruki” (produkcja: Vixen, gościnnie: Kobra, Kroolik Underwood)
10. „Drugi świat” (produkcja: Lanek Beats)
11. „Urodziłem się by żyć” (produkcja: Rockets, gościnnie: El Grego)
12. „New age” (produkcja: Vixen, gościnnie: Młody M)
13. „Spokój” (produkcja: Vixen, gościnnie: Nalef)
14. „Nafciarz” (produkcja: 101 Decybeli)
15. „UFO” (produkcja: Nafel, Vixen)